# Rhytidochrota risaraldae
Rhytidochrota risaraldae is een rechtvleugelig insect uit de familie veldsprinkhanen (Acrididae). De wetenschappelijke naam van deze soort is voor het eerst geldig gepubliceerd in 1973 door Descamps & Amédégnato.